# 朴志洙
朴 志洙（パク・ジス、韓国語: 박지수、1994年6月13日 - ）は大韓民国のサッカー選手。ポジションはDF。武漢三鎮足球倶楽部所属。

## 経歴
2013シーズンから仁川ユナイテッドFCに加入。しかし1試合も出場することなく退団した。
2014年、K3リーグ（当時4部相当）のFC議政府に移籍した。2015年1月にはKリーグチャレンジの慶南FCに移籍。慶南には4年間所属し、チームを最終的にはKリーグ1、そしてACL出場権内へ押し上げた。
2019年1月20日、中国超級リーグの広州恒大淘宝足球倶楽部に金英權の後釜として移籍した。3月5日のACLサンフレッチェ広島戦でデビューした。2019年10月2日のACL準決勝浦和レッドダイヤモンズ戦で先発出場するが、チームは0-2でファーストレグを落としたうえ、自身もイエローカードをもらった。
2021年3月9日、Kリーグ1の水原FCに移籍した。
2023年1月25日、ポルティモネンセSCに移籍。契約期間は1年半。しかし半年後の7月15日、武漢三鎮足球倶楽部への移籍が発表され、中国超級リーグに復帰した。ポルトガルメディアの報道によれば、ポルティモネンセには250万ユーロに加えて50万ユーロのボーナスが付帯した移籍金が支払われることになり、選手は武漢三鎮と4年契約を結んだとされる。

### 代表歴
2018年10月1日、ウルグアイ代表との親善試合でパウロ・ベント体制で代表初招集された。